# Symphlebia haenkei
Symphlebia haenkei là một loài bướm đêm thuộc phân họ Arctiinae, họ Erebidae.